# 914

## أحداث
- 9 ديسمبر: ذكا الأعور يدخل مصر على رأس جيش العباسيين لرد خطر الفاطميين عن مصر.
- مارس أو أبريل: البابا يوحنا العاشر يتولى عرش الفاتيكان خلفا للبابا لاندو

## مواليد
- فضل المطيع لله